# Serge Collot
Serge Collot   (12è districte de París, 27 de desembre de 1923 - Clarmont d'Alvèrnia, 10 d'agost de 2015) va ser un violista i educador de música francès.
Collot va estudiar viola al Conservatori de París amb Maurice Vieux, música de cambra amb Joseph Calvet i composició amb Maurice Hewitt i Arthur Honegger. Va guanyar els primers premis en viola (1944) i música de cambra (1949).
Collot era membre del quartet de Parrenin, "Radiodiffusion Française String Quartet" i Quartet de Bernède. El 1960 fundà "Le Trio à Cordes Français" amb el violinista Gérard Jarry i el violoncel·lista Michel Tournus. El conjunt va actuar junts durant 32 anys. De 1957 a 1986 va ser principal Violista amb l' Orquestra de l'Òpera de París.
Collot va exercir com a professor de Viola durant vint anys (1969–1989) al Conservatoire de Paris. Molts violistes contemporanis han estat els seus estudiants: Pierre-Henri Xuereb, Jean Sulem (que el va succeir al Conservatori l'any 1989), Émile Cantor, Jacques Borsarello, Laurent Verney, Jean-Paul Minali Bella.
Exponent de la música contemporània, Collot va actuar en els concerts de "Domaine Musical" de Pierre Boulez fins a 1970 i va inspirar moltes composicions per a viola, incloent Quatre Duos per a viola i el piano (1979) de Betsy Jolas i, en particular, la Sequenza VI per a viola en solitari, 1967) de Luciano Berio. Serge Collot va actuar i impartir conferències a nivell internacional i va participar en jurats de competicions musicals, incloses les de Ginebra i Múnic.
Collot va ser nomenat Cavaller de la Legió d'Honor el 1989. La seva vida va ser objecte d'un documental de 2002 titulat L'ouvrage de Serge Collot dirigit per Dominique Pernoo.
Collet interpretava amb una viola de 1741 de David Tecchler que antany era propietat de Théophile Laforge.

## Viola
- Art de la viola - Serge Collot (viola); Keiko Toyama (piano); Aurèle Nicolet (flauta); Ayako Shinozaki (arpa); Camerata 462 (1997), Camerata 462 (2002)
- Robert Schumann: Märchenbilder per a viola i piano, op. 113 (1851)
- Mikhail Glinka: Sonata en re menor per a viola i piano
- Claude Debussy: Sonata per a flauta, viola i arpa (1915)
- Darius Milhaud: Sonata núm. 2 per a viola i piano, op. 244 (1944)

## Viola contemporània
- Serge Collot (viola); Adés 16.002 (1970)
- Luciano Berio: Sequenza VI per a viola en solitari
- André Jolivet: 5 sols per a viola
- Paul Hindemith: Sonata per a viola en solitari, op. 25 núm. 1
- Betsy Jolas: Punts de l'alba, per a viola i 13 instruments de vent; Serge Collot (viola); Marius Constant (director); Ensemble Ars Nova; Adés 205 762 (1978, 1996)
- André Jolivet: Concertos i Obres de cambra - 5 églogues per a viola en solitari; Serge Collot (viola); Accord 476 7783 (2005)
- Robert Schumann: Contes de Fées - Serge Collot (viola); Béatrice Berne (clarinet); Julie Guigue (piano); Polymnie POL 390 231

Märchenbilder per a viola i piano, op. 113 (1851)
Märchenerzählungen per a clarinet, viola i piano, op. 132 (1853)

## Música de cambra
- Jacques Ibert (1890–1962) - Quartet de cordes (1937–1942); Parrenin Quartet; Ades 20346 (1990)
- Shin'ichirō Ikebe: Lion - Camerata 270 (1999)

Quinquevalence per a violí, viola, violoncel, contrabaix i piano (1991); Takumi Kubota (violí); Serge Collot (viola); Masaharu Kanda (violoncel); Yoshio Nagashima (contrabaix); Tomoko Mukaiyama (piano)
- Strata I per a quartet de corda (1988); Mitsuko Ishii, Hiroaki Ozeki (violins); Serge Collot (viola); Masaharu Kanda (violoncel)
- Teizo Matsumura: Pati d'Apsaras - Quartet de cordes (1996) - Sonoko Numata, Saschko Gawriloff (violins); Serge Collot (viola); Christoph Henkel (violoncel); Camerata 617 (2001)
- Georges Onslow: Quartet de cordes, op. 8 No. 1; Quintet de corda, op. 78 Núm. 1 - Gérard Jarry; Yvon Caracilly; Serge Collot; Bruno Pasquier; Michel Tournus.